# Ljubatovići
Ljubatovići su naseljeno mjesto u sastavu općine Žepče, Federacija Bosne i Hercegovine, BiH.

## Povijest
Ljubatovići su se do 2001. nalazili u sastavu općine Maglaj. 

## Stanovništvo
| Ljubatovići        |              |              |              |
| godina popisa      | 1991.        | 1981.        | 1971.        |
| Hrvati             | 404 (71,63%) | 956 (87,54%) | 697 (86,36%) |
| Muslimani          | 157 (27,83%) | 130 (11,90%) | 102 (12,63%) |
| Srbi               | 0            | 1 (0,09%)    | 3 (0,37%)    |
| Jugoslaveni        | 1 (0,17%)    | 1 (0,09%)    | 0            |
| ostali i nepoznato | 2 (0,35%)    | 4 (0,36%)    | 5 (0,61%)    |
| ukupno             | 564          | 1.092        | 807          |

Na popisu 1981. godine u sastavu naselja Ljubatovići nalazilo se naselje Grabovica, koje je do popisa 1971. godine bilo samostalno naseljeno mjesto, koje je potom pripojeno Ljubatovićima, a od popisa 1991. je ponovno samostalno naselje.